# 愛宝すず
愛宝 すず（あかね すず、2003年1月23日- ）は、日本のAV女優。Bstar、エスフラートを経て、バンビプロモーション所属。

## 略歴
2022年1月、S1 NO.1 STYLE（エスワン ナンバーワン スタイル）の専属女優としてAVデビュー。デビューイベントのチケットが即完売し話題となった。
同年3月3日、事務所をエスフラートへ移籍し、武田莉緒へ改名。
同年3月28日、愛宝すずとしてTwitterを再開。6月6日、バンビプロモーションへの移籍をTwitterで報告。10月3日にkawaii*専属としてAV女優業に復帰したが、12月にはkawaii*専属を離れ、企画単体女優へ転向したことを自身のX（旧Twitter）で発表した。
2024年1月22日週FANZA通販フロアランキングにて、『数年ぶりに帰省したら初恋の幼馴染（巨乳で恵体）が未だに自称家事手伝いのメガネ喪女だったので俺が干物マ●コを覚醒させて引きとってあげた 愛宝すず』 が初登場8位を記録。

## 人物
秋田県出身。趣味はマッサージに行くこと、特技はバスケ。童顔、Gカップ。
デビューのきっかけは、YouTubeを見ていて身近に感じていた三上悠亜のようになりたいと思ったこと。「すず」という芸名は、似ているといわれている有名女優からとられた。
初体験は高校生の時。初体験に至るまでに何度も前戯まではしていたからか全然痛くなかったと振り返っている。またプライベートでオナニーをしたことがなく、やろうとも思っていないとデビュー時のインタビューで答えている。

## 作品
◎はBD版発売作品。

### アダルトDVD / BD
- 新人 NO.1STYLE 愛宝すず AVデビュー（1月11日、S1 NO.1 STYLE）◎
- 18才、愛宝すず 初絶頂 純白Gカップ 性感開発3本番（2月8日、S1 NO.1 STYLE）◎
- 交わる体液、濃密セックス 完全ノーカットスペシャル（3月8日、S1 NO.1 STYLE）◎
- 激イキ120回!痙攣4500回!イキ潮2000cc! 未完の純白ボディ エロス覚醒 はじめての大・痙・攣スペシャル（4月12日、S1 NO.1 STYLE）◎
- 教師の僕は巨乳生徒のノーブラ誘惑に理性ふき飛び何度も彼女に吐精してしまう。（5月10日、S1 NO.1 STYLE）◎
- AV最高峰 S級GIRLS GROUP エスワンキャンペーン（5月27日、S1 NO.1 STYLE）◎
- 呼び鈴ひとつで即ヌイてくれる! 禁欲後のすずメイドを焦らして、イジワルして、イカせて、ご奉仕させてみた（6月14日、S1 NO.1 STYLE）◎
- 彼女が旅行で不在の間、彼女のGカップ妹と朝から晩までひたすらハメまくった72時間の記録。（7月12日、S1 NO.1 STYLE）◎
- 笑って、はしゃいで、イキ止まない。 デート指令で拘束されたり痴女ってみたり! 一泊二日ヤリまくり温泉デート（8月9日、S1 NO.1 STYLE）◎
- 出張先で軽蔑している中年セクハラ上司とまさかの相部屋に… 朝まで続く絶倫性交に不覚にも感じてしまったGカップ新人社員（9月13日、S1 NO.1 STYLE）◎
- 制服美少女と中年オヤジがネットリ絡み合うジトジト汗汁まみれ性交（10月11日、S1 NO.1 STYLE）◎
- Gcup純白美巨乳 愛宝すずの妄想風俗3本番 王道フーゾク解禁スペシャル（11月8日、S1 NO.1 STYLE）◎

- 幼い顔に相反する純白Gcupを揺れ、揉み、震える 愛宝すず絶頂、その向こう側へ（2月14日、S1 NO.1 STYLE）◎
- 絶対的な透明感 愛宝すず 初ベスト S1デビュー1周年最新10タイトル8時間スペシャル（2月28日、S1 NO.1 STYLE）※単体ベスト ◎
- 「私が満足するまで寝かせないからね」 無邪気に男をヌキ倒す天然Gcupエロ少女の10連ヌキ痴女テクニック 愛宝すず（3月14日、S1 NO.1 STYLE）
- 純白Gカップ・愛宝すずkawaii*専属決定! おっぱい激揺れイキまくり中出し解禁スペシャル（10月3日、kawaii*）
- アルバイトのこぼれ落ちそうな巨乳誘惑に負けた僕は、密会ゲス不倫セックスに溺れてしまった…。 愛宝すず（11月7日、kawaii*）
- 気遣いで控えめなスレンダー美人‘そら’ 怖いもの知らず元気印のむっちり巨乳‘すず’ 3年ぶりに再会した性格も見た目も真逆の美人姉妹（幼馴染）に同時に迫られ嫉妬、葛藤、憂鬱、劣等感… 感情ごちゃ混ぜで遠慮せず3人で貪り尽くした東京days 愛宝すず 天川そら（12月5日、kawaii*）
- M男専用密着ささやき淫語で何度もヌカれちゃう無制限射精ソープ 愛宝すず（12月26日、痴女ヘブン）

- 「もうイッてるってばぁ!」状態で何度も中出し! 愛宝すず（1月2日、ワンズファクトリー）
- 夏休みにエッチな事を覚えすぎてセックスを生配信してしまうほどスケベになった巨乳優等生 愛宝すず（1月2日、グローリークエスト）
- オヤジのハメ撮りドキュメント ねっとり濃厚に貪り尽くす体液ドロドロ汗だく性交 愛宝すず（1月23日、Fitch）
- あまりにも勉強しないボクに両親が4人も家庭教師をつけてきた…! 全14射精・9発中出し! ASMR淫語オナサポ囁き天国!! 愛宝すず 花狩まい 倉本すみれ 月乃ルナ（1月23日、MOODYZ）
- 彼女の女友達（美白巨乳Gカップ）に授乳手コキとパイズリとおま●こで精子を搾り抜かれた彼女不在の一週間（1月23日、OPPAI）
- 『そんなにグリグリしないで… 声出ちゃうよ!』 超カワイイ巨乳妹がロングスカートの中で即生ハメ要求! 愛宝すず（1月30日、ROYAL）
- マジックミラー号 エクストリームにらめっこ! 赤面必至の見つめ合い対決!! どんなに恥ずかしくても目を逸らしちゃ負けよ。あっぷっぷ!!!（2月8日、SODクリエイト）
- 母の親友 愛宝すず（2月13日、VENUS）
- 立場逆転いいなりペット 僕をバカにする生意気なデカパイ姉を卑猥コスで恥辱イキさせてわからせた! 愛宝すず（2月20日、OPPAI）
- 数年ぶりに帰省したら初恋の幼馴染（巨乳で恵体）が未だに自称家事手伝いのメガネ喪女だったので俺が干物マ●コを覚醒させて引きとってあげた 愛宝すず（2月23日、h.m.p）
- 再婚相手の連れ子に種付けプレスして孕ませた。 愛宝すず（3月5日、アタッカーズ）
- 家庭教師の僕を巨乳で誘うマセガキな教え子とヤリまくり授業 愛宝すず（3月5日、BeFree）
- 「そんなにオッパイ好きなら金玉バカになるまで挟んでヤルよ」 僕のことを誘惑勃起させて毎日イジメてくる幼馴染の巨乳J系がニヤニヤ追撃パイズリ挟射 愛宝すず（3月5日、ワンズファクトリー）
- 一般男女モニタリングAV 夏のW巨乳ビキニ女子大生×カレチェン味変SEX! 初めての屋外スワッピング編! 大好きな恋人の目の前でもイキ乱れ! アゲアゲぱーてぃーSEXで初中出し!（3月5日、DEEP'S）
- 送迎車乗った瞬間から即尺即ハメで搾精されまくり! スケベ椅子でもマットでもローション渇く間もなく常にシゴかれ中出しまくりで駅前に降ろされるまで休まずノンストップで射精へ導く神神神対応ソープランド爆ヌキ計10発 愛宝すず（3月12日、アリスJAPAN）
- もっこりWパンチラで全力挑発! むちむち姉妹のオナニーサポート 愛宝すず 白都四季（3月19日、Fitch）
- 新中野お天気キャスター専門学校に通うお天気キャスターを目指す現役女子大生の「絶頂しても平然とする」授業風景に密着取材 愛宝すず（3月20日、SHIGEKI）
- 男装女子がスポーツマッサージでメス本能覚醒。漏れるメス声! クリチ●ポ勃起! 絶頂中出しで意識朦朧 愛宝すず（3月26日、ABC/妄想族）
- 肉便器体育教師! 堕ちていく女 3 愛宝すず（3月26日、レッド）
- 実写版 好きじゃない娘とセッ〇スした方が興奮する説（4月2日、MOODYZ）
- パワハラ気質で生理的にぜったい無理な夫の上司に同行した地方出張で悶絶の絶倫巨根で突かれまくった僕の妻が健闘むなしく翌朝までには快楽堕ちしてしまった……的な話です 愛宝すず（4月9日、JET映像）
- 彼女のお姉さんは巨乳と中出しOKで僕を誘惑 愛宝すず（4月16日、OPPAI）
- 一般男女モニタリングAV 同窓会終わりに突撃交渉! 10数年ぶりに再会した同級生男女はラブホテルで1発10万円の連続射精セックスしてしまうのか!? 13 高校時代から気になっていたクラスのマドンナの巨乳とデカ尻にフル勃起した既婚者チ○ポと恥じらいつつもラブホの非日常感に疼いてしまった人妻マ○コが互いの家庭を忘れた秘密の生セックスは1発限りじゃ収まらない!!（4月16日、DEEP'S）
- 陽キャだけど（金欠な）女子大生とヤリ放題! 学生街にある実家をリノベして女性限定のシェアハウスのオーナーになったボクは家賃の滞納を許す代わりに無制限中出しSEXをマンキツ 倉本すみれ 桜木美音 琴音華 田中ねね 愛宝すず（5月9日、SODクリエイト）
- たわわな胸元を見せつけ誘惑してくる上司の奥さん 愛宝すず（5月20日、プラネットプラス/七狗留）
- リクスー就活女子さん固定バイブ超過激リポート! 原稿を読み切ることができたら100 万円!  断念したらガニ股肌色パンストに即ズボ罰ゲーム（5月23日、SHIGEKI）
- 日本一スケベな中出しおっぱいデート 愛宝すず（6月11日、セレブの友）
- 汁にまみれてイキバグり最高級ボディを弄ばれた女 愛宝すず（6月25日、SEX Agent/妄想族）
- 精子を口に入れたまま射精させる口内2連射フェラチオ 2（6月25日、SEX Agent/妄想族）
- 接吻がやめられないHカップの極上肉感Body 愛宝すず（7月9日、セレブの友）
- ベロキス乳首責めオナニーサポート（7月23日、SEX Agent/妄想族）
- オイルマニア 愛宝すず（8月5日、プラネットプラス/七狗留）
- 残業で終電を逃した部下を仕方なく自宅に泊めることに…。無防備に安産ボディをさらけ出されて興奮した僕は嫁不在の寝室で朝まで何度も種付けしてしまった。 愛宝すず（8月27日、h.m.p DORAMA）
- 見られたくないけど見られたい性癖の女子 怪奇現象を解決するため校内を全裸徘徊するとさまよう霊魂に全裸を見られてしまい恐怖と羞恥が入り混じり放尿発情し… 愛宝すず（9月3日、山と空/妄想族）
- カップル○襲 催○ガスNTR記録映像集 3組184分（9月12日、SODクリエイト）
- 見下しながら馬鹿にする屈辱的センズリ指示（9月24日、SEX Agent/妄想族）
- 地方の温泉旅館でいつでもフリー指名できる物静かな若妻マッサージ嬢は勃起しただけで無料で抜いてくれそれでも勃起していると…（10月1日、FunCity/妄想族）

### アダルトVR
- VR No.1STYLE 愛宝すず 解禁 ぴちぴち18歳美少女と至高のSEX体験（4月1日、S1 NO.1 STYLE）
- 愛宝すずとず〜っと密着… キラキラ笑顔も純白Gカップも完全独占!最高の距離で見せる究極同棲VR（6月25日、S1 NO.1 STYLE）
- 彼女の妹のどストライクはまさかの僕!? イタズラな笑顔で大胆すぎるおっぱい誘惑VR（11月10日、S1 NO.1 STYLE）

- ストレス軽減 元気回復VR ボクは今日… 同棲中の彼女の一言で救われた。すずはボクのすべてを認めてくれる全肯定彼女。 愛宝すず（1月1日、CRYSTAL VR）
- むちむちぷにぷに白くて柔らかいマシュマロボディに埋もれる肉感ホールド中出しエッチッチ 愛宝すず（1月16日、kawaii*）
- 眼前のチ●ポから目が離せない女達のセンズリ鑑賞VR 2（4月26日、AQUA）
- マイペースが過ぎる癒し系巨乳メイドにもうニヤニヤが止まらない ボクのことを好き過ぎるご奉仕メイドとのなんともうらやましい日常。 愛宝すず（5月25日、CRYSTAL VR）
- ただひたすら乳首責めVR 左乳首責めver（6月28日、AQUA）

### アダルト動画配信
- AINE（1月20日、素人ホイホイSH）
- S.E（2月12日、素人ホイホイLOVER）
- あかね（2月20日、ホームエロ～ン）
- 【エロだらしないムチムチボディ】彼氏の独りよがりセックスが不満! 今回の裏垢美女は【笑顔が魅力的な愛嬌抜群ドすけべ保育士】ボンっボンっボンっの3拍子揃った破壊力抜群の肉感ボディ!! 上目遣いでじっくり包み込む至高のパイズリ!! 美尻がオイルで艶めかしく光る濃密生中セックスッ!! 【撮影OK #裏垢タダマン】【スズ】（3月2日、街角シロウトナンパ）
- 着衣でも際立つ圧倒的デカ凸乳×SEXのことしか考えられない性欲モンスター女子【すずてゃん(フリーター)】【中出し×2】【Gカップ】【全身ムチムチ】【ニット巨乳】【着衣巨乳感】【ピストンで弾むデカ美尻】【デート】（3月20日、MOON FORCE）
- ウブなフリしてあざとい女。でもセフの前ではただのチョロい女：すず (22)【女がハマる甘い沼】（4月4日、しろうとまんまん沼）
- すず (hmdnc715)（6月1日、ハメドリネットワークSecondEdition）
- すず (refuck092)（7月19日、Re:Fuck）
- 愛宝さん (srgt023)（9月1日、しろうとガチャ）
- なな (clsg004)（9月25日、素人ギャラリー）

- あかり (srsy107)（3月21日、しろうと乱交サークルの刃）
- あかね (hmdnc797)（3月26日、ハメドリネットワークSecondEdition）
- あかり 2 (srsy108)（3月28日、しろうと乱交サークルの刃）

### イメージDVD / BD
- Amour precieux 愛宝すず（2022年7月31日、G-trip）◎

### 写真集
- 愛宝すずファースト写真集 ラブ★トレジャー（2022年7月30日、徳間書店、撮影：植野恵三郎）[11] ISBN 978-4-19-865495-5

### デジタル写真集
2022年
- AV最高峰 S級GIRLS GROUP エスワンキャンペーン No.1 Photo Book アイドル版（5月27日、FANZA BEAUTY COLLECTION、撮影：小林弘輔）※FANZA『AV最高峰 S級GIRLS GROUP エスワンキャンペーン』オリジナルフォトブック。S1 NO.1 STYLE専属女優27名の写真を収録。FANZA限定配信。
- AV最高峰 S級GIRLS GROUP エスワンキャンペーン No.1 Photo Book S級版（6月10日、FANZA BEAUTY COLLECTION、撮影：小林弘輔）※FANZA『AV最高峰 S級GIRLS GROUP エスワンキャンペーン』オリジナルフォトブック。S1 NO.1 STYLE専属女優27名の写真を収録。FANZA限定配信。
- 愛宝すず マシュマロ♡ヌード FRIDAYデジタル写真集（9月30日、講談社、撮影：MIYAGI）
- 愛宝すず すずの音色 FRIDAYデジタル写真集（9月30日、講談社、撮影：MIYAGI）
- 愛宝すず マシュマロ♡ヌード&すずの音色 120カット超完全版 FRIDAYデジタル写真集（9月30日、講談社、撮影：MIYAGI）

## 出演・掲載

### テレビ
- ビビッと!TV（2022年2月6日 - 27日、4月3日 - 30日、2022年5月7日 - 28日、テレビ埼玉）

### 映画
- エツコ・ブランニュー・デイ（2024年12月5日、オーピー映画、監督：小関裕次郎）- 加藤なびき 役[12]

### 雑誌
2022年
- 週刊アサヒ芸能 2022年1月13日号（徳間書店） - グラビア「初脱ぎGカップちゃん」
- 月刊FANZA 2022年3月号（ジーオーティー） - インタビュー「HATSUMONO!」
- FLASH 2022年2月8日号（光文社） - 袋とじ「こっちの“すず”は甘いぞっ♡」
- 週刊大衆 2022年5月30日号（双葉社） - グラビア「Gカップ新星「着物ヌード」独占写」
- 週刊アサヒ芸能 2022年8月4日号（徳間書店） - グラビア「Gカップ乳 ふさふさヘア」
- 週刊実話 2022年8月4日号（日本ジャーナル出版） - グラビア「G乳&淫ヘア「全部、出たと?」」
- 週刊アサヒ芸能 2022年10月27日号（徳間書店） - グラビア「やわらかわいい。」